# Hybridgarn
Im Hybridgarn sind zwei oder mehrere unterschiedliche Fasereigenschaften in einem Garn schichtweise vereinigt. Der Name leitet sich aus dem griechischen frei übersetzt „von zweierlei Herkunft, gemischt, zusammengesetzt“ ab. Hybridgarne können auch als technische Funktionsgarne bezeichnet werden.
Mit der Dref 2000 oder der Dref3-Technologie ist es möglich, Kern-/Mantel-Strukturen im Garn herzustellen. Beispielsweise kann ein hochfester Garnkern aus Kevlar mit einem hautfreundlichen Mantel aus Viskose umsponnen werden. Daraus kann dann ein samtweicher aber hochschnittfester Handschuh produziert werden. Es lässt sich aber auch ein empfindliches Kern-Material (z. B. Kohlenstofffaser) mit einer Schutzummantelung versehen, um die industrielle Weiterverarbeitung überhaupt zu ermöglichen. Zusätzlich kann in Hybridgarne ein Filament- oder Monofilkern eingebracht werden, so dass Garne aus bis zu drei Komponenten bzw. drei relativ klar abgegrenzten Schichten konstruierbar sind.
Mögliche Kernfasern sind z. B. para-Aramid, meta-Aramid, Polyester, Polyester HT, Glasfilament, Draht, Edelstahl, Carbon, Monofilament.
Mögliche Mantelfasern sind z. B. para-Aramid, meta-Aramid, Viscose FR, Polycolon, Polyester, Melaminfaser, Polypropylen, Modacryl, Polyamid, Wolle, Baumwolle.
siehe auch: Spinnen, Ausrüstung, Spinnmaschine